# Väderprognos

Väderprognos enligt amerikansk tidningsmodell med grader i Fahrenheit.

En väderprognos, väderleksprognos, väderleksrapport eller väderrapport, är en vetenskaplig förutsägelse om vädret för en tid framåt. Dessa brukar vanligen sändas i TV och radio, publiceras i dagstidningar och på webbsidor, så att allmänheten kan ta del av väderprognoserna.
Förr kallades väderprognoser för prognosticon (grekiska, med betydelsen "veta i förväg") och ordet användes åtminstone fram till 1881 om Meteorologiska Centralanstaltens väderprognoser för lantbruket.
Väderprognoser brukar produceras av meteorologer, och vanligen sträcka sig över de närmaste 1–14 dagarna, eftersom det blir svårare att förutsäga vädret för en längre period.
Lokala väderprognoser används också för att styra uppvärmningen i byggnader genom så kallad prognosstyrning. Man tar då hänsyn till byggnadens tröghet och utetemperatur, vindstyrka, vindriktning, solinstrålning, fukt etc.

## Framställning av väderprognoser
Väderinstitutens framställning av prognoser kan delas in i tre steg: datainsamling, datorbearbetning och förädling. Först samlas väderdata in (exempelvis lufttryck, temperatur och vinduppgifter) från väderstationer, fartyg, vädersatelliter, väderballonger och väderradar. Den informationen överförs sedan till superdatorer som samlar rådata och konstruerar prognosmodeller. Slutligen sker en förädling som innebär att prognosdata sammanställs till lättbegripliga och överskådliga väderprognoser för allmänheten.

## Felmarginal i väderprognoser
SMHI:s väderprognoser för följande dag hade 1992 en träffsäkerhet på omkring 80 procent av vad man rimligen kan förvänta sig, 2009 var siffran cirka 85 procent. Även om tendensen har skiftat under åren så har träffsäkerheten för väderprognoserna ökat sedan 1970-talet. Mycket tack vare förbättrade metoder och ett bättre globalt samarbete.
Några anledningar till missvisande väderprognoser är brist på observationer eller observationsplatser, dåliga eller feltolkade observationer, ofullkomliga datormodeller och prioriteringsfel.

### Fotnoter
1. 1 2 3   Handbok för väderbitna. Västerås: Ica bokförlag. 1992
2. ↑  SMHI: Kan man lita på väderprognoser? Arkiverad 27 januari 2013 hämtat från the Wayback Machine. Publicerad: 28 juli 2009. Läst: 2 juni 2011.
3. ↑  SMHI: Varför stämmer inte alltid prognoserna? Arkiverad 26 januari 2013 hämtat från the Wayback Machine. Läst: 2 juni 2011.